# Robert Alexandre
Pour les articles homonymes, voir Alexandre.
Robert Alexandre, ou Axel André, pseudonymes de Robert Faure, est un écrivain français de science-fiction originaire de Saint-Bonnet-le-Château, connu principalement pour sa série à succès Mykir parue dans la collection du Signe de piste, avec des illustrations de Pierre Joubert.
Robert Alexandre a illustré plusieurs de ses romans, en adoptant le pseudonyme de Frédéric Argès. 
Originaire de la Loire où son père est ajusteur dans une usine de cadres de bicyclettes, il étudie au lycée Claude-Fauriel de Saint-Étienne et passe le Bac D en 1968. Il monte à Paris et reçoit en mai 1973 le premier « Prix des moins de 25 ans » créé par Alsatia pour la collection Signe de piste, qui lui est remis par Jacques Médecin. 
Il travaille au tri postal à la Gare de l'Est, avec des horaires de nuit qui lui permettent d'écrire et dessiner pendant la journée. Il habite dans un foyer de jeunes travailleurs à Saint-Denis, puis dans un petit appartement avenue Aristide Briand au Blanc-Mesnil.

## Œuvre

### Au Signe de piste
Série Mykir
- Le Survivant, 1973 - Prix des moins de 25 ans
- Les Révoltés d'Amaranthe, 1974[6]
- Le Sacrifice de Kod Linkhar (nouvelle) dans La Fusée Signe de Piste 74
- Les Gardiens de l'univers, 1976
- Escale sur Mytilia, 1976
- Les Orphelins d'Almeray, 1981

Série Oriane
- Les Héritiers des sept mondes, 1986

Autres écrits
- Sandrinhar, 1975
- La Nuit des Stangerson (nouvelle) dans La Fusée Signe de Piste 75/76
- Tiguir, 1977
- La Parenthèse, 1978

Sous le pseudonyme d'Axel André
- Didier mon ami, 1976
- Le Sauvage, 1977

### Autres éditeurs
- Yriel, 1989, Fleuve noir  (ISBN 2265041408)

## Prix et distinctions
- 1973 - "Prix des moins de 25 ans" de la collection Signe de Piste
- 1973 - Médaille d'Or de la Ville de Nice